# Salpensa
Salpensa fue un ciudad de la Bética romana, localizada dentro del actual término municipal de Utrera (Sevilla), en la zona de Casa Coria, con núcleo principal en el cerro de El Casar.
Su periodo más próspero pudo coincidir con la época flavia, cuando después de concederse el derecho latino a Hispania, se le dio una ley municipal. Acuñó moneda propia de la que se han encontrado ejemplares por la zona.
La llamada Lex Salpensa fue localizada en Málaga a mediados del siglo XIX, concretamente en 1851, en una tabla de Bronce, enterrada junto a la ley de esta ciudad. 
En esta misma zona se emplazó posteriormente el distrito musulmán de Facialcázar.

## Posible Anfiteatro Romano en El Casar
En el yacimiento arqueológico de El Casar, ubicado en el término municipal de Utrera, se ha identificado una anomalía topográfica mediante fotointerpretación de imágenes aéreas. El estudio, llevado a cabo por Francisco Javier Ojeda Utrera, propone la hipótesis de que esta anomalía podría corresponder a los restos de un anfiteatro romano. La estructura, situada en la zona noroccidental del cerro, presenta una forma elíptica y dimensiones coherentes con otros anfiteatros documentados en el mundo romano: un eje mayor de aproximadamente 60,2 metros y un eje menor de 39,4 metros, con una extensión total de 85,1 x 64,6 metros.
La orientación del posible anfiteatro sugiere un aprovechamiento de la pendiente del terreno para la construcción de la cávea, un método común en la arquitectura romana para minimizar costes de edificación. Además, la diferencia de coloración en la imagen aérea entre la zona central y el anillo perimetral podría indicar la presencia de materiales constructivos. Sin embargo, la hipótesis requiere validación mediante prospecciones arqueológicas in situ para confirmar la existencia de la estructura.
La relevancia del hallazgo radica en su potencial para ampliar el conocimiento sobre la infraestructura urbana de Salpensa y su estatus dentro del Imperio Romano.